# كيوشي أساكو
كيوشي أساكو (باليابانية: 浅 子 清) دبلوماسي ياباني يعمل حاليا سفيرا لليابان في مملكة البحرين بعد أن شغل هذا المنصب منذ أكتوبر 2014. كان يعمل سابقا كنائب رئيس البعثة في البحرين وفي وقت لاحق كان القنصل الياباني العام في مومباي بالهند وكذلك خدم في العديد من الدول العربية الأخرى.